# Кровь тамплиеров
«Кровь Тамплиеров» (нем. Das Blut der Templer) — приключенческий боевик с элементами фантастики, снятый в 2004 году.

## Сюжет
Первая серия
1099 год. Войско крестоносцев захватило Иерусалим. Девять избранных рыцарей остались жить на храмовой горе, где основали орден тамплиеров. Согласно легенде, под храмом Соломона они нашли посмертные вещи Иисуса Христа и святой Грааль. Священным долгом тамплиеров было сохранение реликвий, но орден раскололся на тамплиеров и сионских приеров. Первые тщательно скрывают место нахождения гроба господня, вторые — одержимы идеей отыскать Грааль и обрести бессмертие.
1985 год. Магистр Ордена приеров Лукреция рождает сына, которого называет Давид. 
Во время крещения Давида тамплиеры нападают на собор, и Роберт входит в храм, с целью убить сына и сохранить тайны Ордена.
Не в силах убить собственного сына, Роберт забирает Давида с собой.
2003 год. Мальчик вырос в тиши монастыря под присмотром монаха Квентина. Он учится в закрытом интернате, одноклассники не жалуют парня, особенно главный забияка Франк, который ревнует Давида к Стелле. И только Стелла относится к нему хорошо, она приглашает парня на вечеринку. Франк провоцирует Давида на драку, в ходе который последний ломает ему челюсть. Кто-то из подростков разбивает об голову Давида бутылку, и Стелла заставляет его поехать на осмотр к врачу. Но там обнаруживается, что рана почти зажила, ошеломлённый доктор посылает кровь Давида на анализ, а учёные передают результаты приерам. Лукреция посылает за ним своего брата Ареса, но тамплиеры находят парня раньше и один из них, усыпив его, привозит в аэропорт, куда должен прилететь Роберт фон Метц. Давиду удается выбраться, но при попытке сбежать он попадает в руки приеров.
Мать рассказывает ему историю якобы о предательстве тамплиеров и желании вернуть утерянное общее наследие. Кроме того, она сообщает Давиду, что его отца убил Роберт фон Метц, когда узнал о их связи, и теперь он будет пытаться убить самого Давида. Парень остается и учится фехтованию и боевым искусствам.
Давид не может забыть Стеллу и назначает ей встречу, Лукреция приказывает убить девушку. Также про встречу узнали тамплиеры, которые отправились туда. Во время встречи Шариф выстреливает из арбалета и попадает Стелле в плечо, Роберту в спину. Арес забирает Давида, а Роберт — раненую девушку. Давид, уверенный в том, что Стеллу убил фон Метц, начинает готовиться к мести. В то же время Роберт признается Стелле, что он — отец Давида. Приоры находят штаб тамплиеров и отправляют туда боевую группу во главе с Давидом. Тот вступает в поединок с фон Метцом и ранит его, но его останавливает Стелла сказав, что Роберт отец Давида.
Серия вторая
Стелла и Давид убегают из замка через потайной ход и едут на заброшенную автопарковку, где должны ждать возвращения Роберта. Там Давид открывает Стелле свою тайну. Роберт встречается с Лукрецией, пытаясь убедить её отказаться от поисков Грааля, но вынужден скрыться. Позже он присоединяется к Давиду и Стелле. Аресу удается выследить Давида, по маячку в его крестике, но благодаря Роберту, им удается убежать от преследователей. Давид рассказывает отцу про плащаницу и они похищают её, но оказываются в ловушке. Роберт передает сыну меч магистра тамплиеров, а затем убивает себя, чтобы у сына была возможность скрыться и сделать то, на что не решался он сам — уничтожить Грааль.
Стелла и Давид едут к Квентину в монастырь. Там они пытаются найти путь к Граалю, но им не хватает одной детали — копья Лонгина. Их снова выслеживают, но Давиду удается срезать крышу машины Ареса и скрыться. Узнав о невероятной силе меча, Давид изучает его. В рукояти он находит наконечник копья.
Стелла, Давид и Квентин намерены найти Грааль и, воспользовавшись подсказками, отправляются в катакомбы Ватикана. Приеры вновь преследуют их, Лукреция выгоняет Ареса и тот, одержимый местью, убивает Шарифа, но погибает от руки Давида. В попытке уничтожить Грааль Давид ломает отцовский меч, не усиленный мощью копья. Лукреция окропляет кровью сына гроб господний и открывает его, но оказывается недостойной выпить крови Христа и умирает.
Давид закрывает гробницу и поднимается наверх вместе со Стеллой и Квентином.

## Фон
Фильм основан на многочисленных теориях заговора, связанных с темой тамплиеров, Святого Грааля и Приората Сиона.
Съемки проходили в Литве: Вильнюсском университете и Тракайском замке.

## В ролях
| Актёр              | Роль                 |
| ------------------ | -------------------- |
| Харальд Крассницер | Роберт фон Мец       |
| Мирко Ланг         | Давид                |
| Катерина Флемминг  | Лукреция де Сен-Клер |
| Алиция Бахледа     | Стелла               |
| Петер Франке       | Квентин              |
| Оливер Мазуччи     | Арес де Сен-Клер     |
| Ральф Херфорт      | Седрик Чарней        |
| Рене Давид Ифра    | Шариф                |
| Марио Холецек      | Уильям Бланшфорт     |
| Саулюс Баландис    | Готфрид              |
| Штефан Барт        | Филипп Красивый      |

## Критика
Empfehlenswert“
‚Aufwendig inszeniertes Fantasy-Spektakel‘ Zu Teil 1
‚Wuchtige Action mit einer Prise Mystik‘ Zu Teil 2
„Spaß: 0/3; Action: 2/3; Erotik: 0/3; Spannung: 2/3; Anspruch: 0/3
TV Movie 25/04
Aufwändig, aber blutleer und hölzern inszenierte Trivial-Unterhaltung.
film-dienst